# Exocentrus marui
Exocentrus marui är en skalbaggsart som beskrevs av Makihara 1986. Exocentrus marui ingår i släktet Exocentrus och familjen långhorningar. Inga underarter finns listade i Catalogue of Life.